# Гістіей
Гістіей (дав.-гр. Ἱστιαῖος) , син Лисагора— тиран давньогрецького міста Мілет у 520 — 513 рр. до н. е.
Став тираном за прямої підтримки перського царя Дарія I. Брав активну участь у поході персів проти скіфів, охороняв разом з іншими греками міст через Дунай. Не підтримав пропозиції Мільтіада зруйнувати переправу, залишивши Дарія у Скіфії, допоміг переправі персів при їхньому поверненні. Отримав в нагороду від царя землі у Фракії на річці Стримон. Проте перський воєначальник Мегабаз запідозрив, що Гістіей прагне таким чином встановити контроль над стратегічними шляхами і джерелами постачання срібла і лісу, та домігся усунення Гістіея. Гістей був викликаний до Суз, і змушений був скласти повноваження тирана, поступишись місцем небожу Аристагору.
Після початку Іонійського повстання і захоплення греками Сард, Дарій I самого Гістіея спрямував його до повстанців, аби переконати їх скласти зброю. Проте сатрап Артаферн запідозрив царського посланця у зв'язках з повстанцями. Гістіей втік на Хіос, а звідти намагався потрапити до Мілета і знову проголосити себе тираном, проте мілетяни відмовилися його прийняти і вислали до Лесбосу.
Гістіей захопив вісім кораблів і з ними попрямував до Візантія. Спираючісь на це місто, він здіснювавав різіковані піратські рейди в Егейському і Чорному морях. Після битви біля Ладе Гістіей змушений був залишити Візантій. Натомість він у 493 р. до н. е. захопив Хіос, згодом взяв в блокаду Фасос і врешті десантувався в Анатолії, де був захоплений Гарпагом. Дарій вимагав відправити Гістіея до Суз, але Артфаферн, підозрюючи, що цар може і цього разу пробачити мілетянина, стратив Гістіея і відправив Дарію його забальзамовану голову. Цар і справді відмовився вірити повідомленням про зраду і урочисто поховав голову Гістіея у столиці.